# Ölands runinskrifter ATA4703/43
Öl ATA4703/43 är en runsten i Solberga, Köpings socken och Borgholms kommun på Öland.
Den är en halvannan meter hög och en halv meter bred och cirka tre decimeter tjock runsten med en ristning i en slinga med åtta till nio centimeter höga runor. Stenen som påträffades 1909 och restes 1910 är av röd kalksten eller sandsten Texten är svårtydd, och rundatabasen anger två tolkningar, en försiktigare, och en djärvare.

## Inskriften
Translitterering av runraden:
§P ... --k kuþ---r · li-u · resa st-- þ--- r... 
§Q þurlak ¶ ...(u)k ¶ kuþmuþr litu risa st... ... (þ)(u)rbia...
Normalisering till runsvenska:
§P ... [o]k Guð... le[t]u ræisa st[æin] þ[ennsa] ... 
§Q Þorlakʀ ok Guðmoðr letu ræisa st[æin æftiʀ] Þorbio[rn].
Översättning till nusvenska:
§P ...och Gud...läto resa denna sten... 
§Q Torlak och Gud- (eller God-)mod läto resa stenen efter Torbjörn.